# GOSICK -고식-
《GOSICK -고식-》(GOSICK－ゴシック－ 고싯크[*])는 12-15세기 유럽 문화 양식을 통칭하는 '고딕'(Gothic)의 일본어식 표기다. 이 작품은 사쿠라바 카즈키 저자의 일본 미스터리 라이트 노벨이다. 후지미 쇼보 출판사의 후지미 미스터리 문고 브랜드로 발행하였으며, 현재 가도카와 문고(가도카와 쇼텐)에서 발행하고 있다. 후지미 미스터리 문고 연재 시 삽화는 타케다 히나타가 담당하였다. 2006년 4월에 드라마 CD가 발매되고 〈월간 드래곤 에이지〉 2008년 1월호에서부터 아마노 사쿠야를 통해 만화 미디어 믹스 작품이 연재되고 있다. 2010년 12월부터 4개월간 가도카와 쇼텐의 문예지 야성시대에 단편이 연재된다. 2011년 애니메이션 제작사 본즈를 통해 TV 시리즈 애니메이션이 제작되어 2011년 1월 7일부터 같은 해 7월 2일까지 TV 도쿄 계열 방송사에서 방영되었다. 원작 소설은 6권까지 출간된 이후 뒷이야기가 나오지 않았으나, 애니메이션화 이후 전 8권으로 완결되었다.
가도카와 문고에서의 삽화 담당은 없지만 삽화를 수록한 신장판이 가도카와 빈즈 문고를 통해 2011년 4월 1일에 발매 예정에 있다.
대한민국에서는 소설의 경우 대원씨아이에서 NT 노벨 브랜드로 번역하여 출판하였고, 2008년 6권이 출간된 이후 2012년에 7, 8, 9권 번역판이 출판되었다. 원작은 8권 완결(8권을 상하권으로 나누어 발간하였음)이나, 한국어판은 8권(하)를 9권으로 하여 발간하였으며, 이에 총 9권으로 완결되었다. 애니메이션의 경우에는 디어웍스에서 수입하여 애니플러스에서 15세 시청가 등급하에 한일 간 동시 방영을 하였으며, 이후 재방송과 유료 다시보기 및 웹 다운로드를 제공하고 있다. 애니플러스 해당 작품 소개 페이지에서는 제목을 로마자로 'Gothic'이 아니라 원작을 따라 《GOSICK》이라 표기하고, 한글 자막에는 우리말 표기인 '고딕'이 아니라, 원작의 일본어 발음을 따라 《고식》으로 표기했다.

## 줄거리
1924년 유럽 대륙의 프랑스와 이탈리아국경 사이에 위치했다고 설정한 가상의 작은 왕국 '소뷔르'. 이 나라에 명문 자제들이 다닌다는 고급 학원(고등학교 과정)인 성(聖) 마그리트 학원에 원정 유학을 온 일본 소년 '쿠죠 카즈야'는 학원 안에 있다는 식물원에서 긴 금발에 푸른 눈동자를 가진 인형같은 미소녀 '빅토리카'를 만나게 된다. 이와 동시에 학원 주변의 소뷔르 번화가와 당시 유럽 문화와 역사를 배경으로 하는 살인 사건들이 발생하며 이를 해결하는 과정으로 전개된다.

## 등장인물
- 성우는 드라마 CD / 애니메이션의 순서로 표기한다.

빅토리카 드 블루아 (ヴィクトリカ・ド・ブロワ)
성우 : 사이토 치와 / 유우키 아오이
성 마그리트 학원 소속의 여학생으로 긴 금발에 초록빛 푸른 눈동자를 가졌고 롤리틱한 드레스를 입고 있는 학교 도서관 최상층 식물원에 있는 소녀. 까칠한 말투와 성격을 가졌으며, 매일 걸고 다니는 동전을 세공한 목걸이에는 아프고 슬픈 과거가 들어 있다. 마음속에 '지혜의 샘' 을 가진 신비한 성격의 여자아이이며 식물원에서 동양 소년 카즈야와 만나게 된다. 후에 유럽을 휩쓴 전쟁으로 인해 헤어지게 되지만 약 4년 후 쿠죠의 고국, 일본에서 재회한다. 원작 소설에서는 파이프를 피우지만, 애니메이션상에서는 파이프를 물고 있는 정도로만 묘사한다.
쿠죠 카즈야(久城 一弥)
성우 : 이리노 미유 / 에구치 타쿠야
동양의 일본에서 유럽의 소뷔르로 원정 유학을 온 성 마그리트학원 소속 남학생. 아시아에서 온 유학생이라는 영향 때문인지 학원 주변에서 '검은 사신' 또는 '봄의 사신'이라 불리는 소년이며 학원 안에 있다는 식물원에서 미모의 금발소녀 빅토리카를 만나게 되어서 그녀에게 마음을 두게 된다. 빅토리카가 아무리 심술을 부려도 웃으며 받아주는 마음씨 좋은 친구이며, 생사가 오가는 죽음의 상황에서도 자신의 목숨을 걸듯 빅토리카를 필사적으로 지키려 하는 든든한 남자친구이다. 전쟁 전, 유학생은 고국으로 추방 조치하라는 소뷔르의 명령에 일본으로 강제 이송될 뻔했지만 다행히 고국으로 돌아가지는 않았다. 하지만 그레빌의 손으로 보호 및 기타 권리가 넘어가 인질이 된 것도 모른 채 빅토리카가 있는 학원으로 간다. 그것도 소용없이 다시 모르는 사람들에게 끌려가 군대로 이송되며 전쟁에 휘말려 학생의 신분으로 군인이 된다. 그렇게 약 4년의 세월이 흘러 전쟁이 끝을 고하고, 배를 타고 고국 일본으로 돌아와 빅토리카와 다시 만나게 된다.
그레빌 드 블루아(グレヴィール・ド・ブロワ)
성우 : 코야스 타케히토 / 키우치 히데노부
소뷔르 경찰 경감이자 빅토리카의 오빠. 금발에 특이한 헤어스타일을 가졌으며 소뷔르의 치안 유지를 담당하고 있는 경관이기도 하다. 항상 여동생인 빅토리카가 추리한 내용을 자신이 추리한 것 마냥 말하고 다닌다. 하지만 한편으로는 빅토리카를 걱정하는 모습을 끝 무렵에 보여주기도 한다.
아브릴 브래들리(アブリル・ブラッドリー)
성우 : 카와카미 토모코 / 시타야 노리코
영국에서 소뷔르로 원정 유학을 온 소녀. 카즈야, 빅토리카와 함께 성 마그리트 학원에 다니고 있다. 사실 애니메이션상 처음에 나온 아브릴은 가짜였으며 진짜 아브릴은 가짜 아브릴에 의해 감금되어 있었다가 카즈야에 의해 구출되었다. 쿠죠를 좋아하며 처음에는 빅토리카를 질투하는 마음도 보이는 등 순진한 순정 소녀의 면도 있다.
세실(セシル)
성우 : 호리에 유이 / 카노 유이
성 마그리트 학원 교사이자 카즈야, 빅토리카 담임 여교사. 가끔씩 눈치가 없는 면도 보이지만 낙천적이고 정신만큼은 강인한 힘이 넘치는 선생님이다.
알베르 드 블루아
성우 : 스고 타카유키
소뷔르국 후작이자 그레빌, 빅토리카의 아버지. 잿빛 늑대 마을에서 살인죄를 뒤집어쓰고 추방당해 속세로 나와 무희(舞姬)를 하던 코르델리아 갤로우를 처음보게 되면서 그녀를 납치하여 빅토리카를 출산하게 하고 정신병원에 감금시키기도 하였으며 한때 빅토리카도 탑에 감금하여 그녀를 잿빛 새끼 늑대라고 부르고 있다. 후에 전쟁을 일으키기 위해 술수를 꾸미다가 코르델리아에 의해 살해된다.
브라이언 로스코
성우 : 오오카와 토오루
붉은 머리를 가진 정체불명의 마법술사. 통칭 '순간이동의 로스코' 라 불리며 코르델리아와는 무희(舞姬) 시절 만나게 되었고 코르델리아가 알베르 후작에게 납치되고 정신병원에 감금되자 그녀를 구하게 된 것을 계기로 코르델리아와 같이 다니고 있다. 사실은 한 사람이 아닌 쌍둥이로 하나는 알베르와 싸우는 코르델리아를 구하려다가 참살되었고 또 하나는 빅토리카를 죽이려다가 그만두고 배에 타던 중 사망했다.
코르델리아 갤로우
성우 : 사와시로 미유키
빅토리카의 생모. 잿빛 늑대 마을에서 누명을 쓰고 추방당해 속세에서 무희(舞姬)를 하던 중 알베르 후작이 주목하게 된 것을 계기로 납치하여 빅토리카를 출산하게 되었고 이후 정신병원에 감금되었다가 브라이언 로스코의 도움으로 탈출하여 브라이언과 은신하며 다니고 있다. 흙투성이가 되어서도 똑바로 앞만 바라보는 굳센 정신을 가진 여인이며, 원치도 않았던 아이를 필사적으로 지키려 하는 마음씨와 쿠죠에게 '빅토리카에게 전해달라'고 한 귓속말(엄마는 항상 작은 딸을 사랑한다.)은 어머니와 생이별한 빅토리카를 다시 한번 아프게 울리는 계기가 된다. 빅토리카와 외모상 아주 닮아 보이는 모습의 여성이며 카즈야가 처음에 그녀를 빅토리카로 오인하기도 했다. 후에 전쟁을 일으키려는 알베르와 싸움 끝에 그를 죽이게 되지만 자신 역시 알베르의 시녀에 의해 죽음을 맞이한다.
리바이어선
성우 - 하야미 쇼
오래전에 활동했다는 연금술사로 사실은 아프리카 출신의 노예이다. 성 마그리트 학원 안에 있는 시계탑을 거점으로 삼았다.
주피터 로제
성우 - 이시즈카 운쇼
과학 아카데미 수장이자 잿빛 늑대 마을 출신으로 알베르와 대립하고 있었다.

## 가상 및 가공 설정 장소
- 여기서 나오는 부분은 실존에는 없는 가상 및 가공 설정이다.

소뷔르 왕국
이 작품에서 나오는 국가로 유럽 대륙 프랑스와 이탈리아 사이에 위치한 작은 규모의 가상 국가다. 현실상으로는 모나코 공국(公國) 주변 지역이다.
성(聖) 마그리트 학원
소뷔르 왕국의 교육 기관으로 소뷔르 지역뿐 아니라 유럽 명문가 자제들이 다니는 고급 학원(고등학교 과정)이다. 주인공인 '카즈야'와 '빅토리카'가 등장하는 주요 무대다.
퀸 베리호 (號)(Queen Berry)
카즈야와 빅토리카가 승선한 거대 유람선이지만 그 안에는 가슴 아픈 사건과 비밀, 무서운 일들이 일어났던 장소다.
세이룬
빅토리카가 생모인 코르델리아의 누명을 벗기기 위해 호로비츠로 갔을 때 들렸던 소뷔르의 마을. 하지만 그곳에서는 마을이라기보다는 '세이룬 왕국' 이라 부르며 사실상 그들만의 독자적인 세상을 이루고 있다는 곳이었다.
소블렘
소뷔르 왕국의 수도이자 행정 중심지. 그레빌이 속한 소뷔르 경찰청도 이 지역에 있다.
쟌탄
소뷔르의 수도인 소블렘 시내에 위치한 고급 백화점.
바알세불의 두개
리투아니아에 있다는 수도원으로 빅토리카가 한때 갇혀서 카즈야가 빅토리카를 구하러 갔던 장소이기도 하다.
올드 매스커 레이드호(號)
바알세불의 두개에서 탈출했던 카즈야와 빅토리카가 성 마그리트 학원으로 돌아가기 위해 타게 될 호화풍의 기차.

## TV 시리즈 애니메이션

### 제작진
- 원작 - 사쿠라바 카즈키
- 캐릭터 원작 - 타케다 히나타
- 감독 - 난바 히토시
- 시리즈 구성 - 오카다 마리
- 캐릭터 디자인 - 카와모토 토시히로, 토미오카 타카시
- 총작화감독 - 토미오카 타카시
- 디자인 웍스 - 타케우치 시호
- 미술감독 - 콘도 유미코
- 색채설계 - 이와사와 레이코
- 시각 코디네이터 - 쿄우다 토모키
- 촬영감독 - 후루키 마유코
- 편집 - 사다마츠 타케시
- 음향감독 - 하라구치 노보루
- 음향효과 - 쿠라하시 시즈오
- 음악 - 나카가와 코타로
- 음악 제작 - 일본 콜롬비아
- 애니메이션 제작 - bones
- 프로듀서 - 코바야시 준카, 베니야 요시카즈
- 애니메이션 프로듀서 - 아마노 나오키
- 제작 - GOSICK 제작위원회

### 주제가
오프닝 테마 "영어: Destin Histoire"
작사 - 와타나베 시오 / 작·편곡 - 사카베 고우
노래 - yoshiki＊lisa
엔딩 테마
"영어: Resuscitated Hope" (제1화~제12화)
작사 - 와타나베 시오 / 작·편곡 - 사카베 고우
노래 - 코미네 리사
"영어: unity"(제13화~)
작사 - 와타나베 시오 / 작곡 - Asu(영어: The New Classics) / 편곡 - 하세가와 토모키
노래 - 코미네 리사
삽입곡
〈장밋빛 인생 프랑스어: La Vie en rose〉(일본어: 薔薇色の人生（ラ・ヴィ・アン・ローズ）)
작사 - 사쿠라바 카즈키 / 작·편곡 - 나카가와 코타로
노래 - 코르데리아 갤로우(성우 - 사와시로 미유키)
삽입화수 - 제19화

### 방영 목록
부제의 풀이는 애니플러스의 표기를 따른다.
| 화수   | 부제 (원제/풀이)                                                                            | 각본            | 그림 콘티               | 연출                | 작화감독                                    |
| ------ | ------------------------------------------------------------------------------------------- | --------------- | ----------------------- | ------------------- | ------------------------------------------- |
| 제1화  | 일본어: 黒い死神は金色の妖精を見つける (검은 사신은 금빛 요정을 발견한다)                   | 오카다 마리     | 산조 나미미             | 와다 준이치         | 마츠다 히토시                               |
| 제2화  | 일본어: 死者の魂が難破船をおしあげる (죽은 자의 영혼이 난파선을 끌어 올린다)                | 오카다 마리     | 쿄우다 토모키           | 나카무라 사토미     | 미와 카즈히로                               |
| 제3화  | 일본어: 野兎達は朝陽の下で約束をかわす (토끼들은 아침 해 아래에서 약속을 나눈다)            | 오카다 마리     | 사하라 아코             | 시미즈 히사토시     | 야마모토 히사시                             |
| 제4화  | 일본어: 金色の糸はつかのまを切り裂く (금빛 실은 찰나를 가른다)                              | 네모토 사이조   | 산조 나미미             | 이케하타 히로시     | 사루와타리 세이카                           |
| 제5화  | 일본어: 廃倉庫には謎の幽霊がいる (폐창고에는 수수께끼의 유령이 있다)                        | 네모토 사이조   | 와다 준이치             | 와다 준이치         | 타나카 세이키                               |
| 제6화  | 일본어: 灰色の狼は同胞を呼びよせる (잿빛 늑대는 동포를 부른다)                              | 오카다 마리     | 후쿠다 미치오           | 미야시타 신페이     | 아미사키 료코 사코 소이치로 마츠우라 츠토무 |
| 제7화  | 일본어: 夏至祭に神託はくだされる (하지 축제에 신의 계시가 내린다)                           | 오카다 마리     | 마츠오 코우             | 오오니시 케이스케   | 아오노 아츠시                               |
| 제8화  | 일본어: 過去の王国に遠吠えがこだまする (과거의 왕국에 울음소리가 메아리치다)                | 오카다 마리     | 쿄우다 토모키           | 나카무라 사토미     | 호리카와 코이치 미와 카즈히로               |
| 제9화  | 일본어: 人食いデパートに青薔薇は咲く (식인 백화점에 푸른 장미가 핀다)                       | 이노츠메 신이치 | 사하라 아코             | 마츠바야시 타다히토 | 사이토 에이코                               |
| 제10화 | 일본어: 風邪ひきは頑固な友人の夢をみる (감기 환자는 완고한 친구의 꿈을 꾼다)                | 이노츠메 신이치 | 쿠루스 죠지             | 시미즈 히사토시     | 마츠다 히토시 모토무라 코이치               |
| 제11화 | 일본어: そのドリルは雄弁に愛を語る (그 드릴은 힘차게 사랑을 말한다)                         | 이노츠메 신이치 | 후쿠다 미치오           | 마사키 신이치       | 쿠마젠 타카시                               |
| 제12화 | 일본어: 夏の午後に蝉の声を聞く (여름날 오후에 매미소리를 듣다)                              | 오카다 마리     | 카즈이 히로코           | 와다 준이치         | 니시다 아사코                               |
| 제13화 | 일본어: 愚者は己の代弁者を指名する (어리석은 자는 자신의 대변자를 지명한다)                 | 네모토 사이조   | 산조 나미미             | 오오니시 케이스케   | 미와 카즈히로 야마모토 히사시               |
| 제14화 | 일본어: 意地悪フリルは屁こきいもりを糾弾する (짓궂은 프릴은 방귀도마뱀을 규탄한다)          | 네모토 사이조   | 후쿠다 미치오           | 이케하타 히로시     | 세키구치 마사히로                           |
| 제15화 | 일본어: 二匹の怪物は心をかよわせる (두 괴물은 마음을 교감한다)                              | 네모토 사이조   | 나가사키 켄지           | 나카무라 사토미     | 아오노 아츠시                               |
| 제16화 | 일본어: 落下させるマリアは蠅の頭をもつ (낙하시키는 마리아는 파리의 머리를 가졌다)           | 이노츠메 신이치 | 나토메 타카히로         | 나토메 타카히로     | 호리카와 코이치                             |
| 제17화 | 일본어: 螺旋の迷宮にその箱はねむる (나선의 미궁에 그 상자가 잠들어있다)                     | 이노츠메 신이치 | 모리 쿠니히로           | 스에다 요시후미     | 마츠다 히토시 사이토 에이코                 |
| 제18화 | 일본어: 漆黒の列車はいくつかの嘘を運ぶ (칠흑의 열차는 몇몇 거짓을 실어 나른다)              | 이노츠메 신이치 | 와다 준이치             | 와다 준이치         | 미와 카즈히로 미야마에 신이치               |
| 제19화 | 일본어: 薔薇色の人生は新雪に埋もれる (장미빛 인생은 흰 눈에 묻힌다)                         | 오카다 마리     | 타무라 코타로           | 마사키 신이치       | 쿠마젠 타카시                               |
| 제20화 | 일본어: ファントムの幽霊に導かれる (팬텀의 유령에게 인도받다)                               | 네모토 사이조   | 쿄우다 토모키           | 쿄우다 토모키       | 야마모토 히사시 아베 나오토                 |
| 제21화 | 일본어: 聖夜の鐘は刻を追いたてる (성야의 종소리는 시간을 재촉한다)                          | 네모토 사이조   | 카즈이 히로코           | 시미즈 히사토시     | 아오노 아츠시                               |
| 제22화 | 일본어: クリスマス・キャロルは窓辺の幸いを飾る (크리스마스 캐롤은 창가의 행운을 꾸민다)     | 오카다 마리     | 후쿠다 미치오           | 오오니시 케이스케   | 호리카와 코이치 미야마에 신이치             |
| 제23화 | 일본어: 灰染めのチェスにチェックメイトを告げる (잿빛으로 물든 체스판에 체크메이트를 고한다) | 오카다 마리     | 타무라 코타로           | 나카무라 사토미     | 타나카 세이키 미와 카즈히로                 |
| 제24화 | 일본어: 死神の肩越しに永遠をみる (사신의 어깨 너머에서 영원을 본다)                         | 오카다 마리     | 와다 준이치 산조 나미미 | 와다 준이치         | 마츠다 히토시 토미오카 류지                 |

### 원작과의 차이
- 원작에서는 빅토리카가 파이프를 피우는 것으로 나오지만, 애니메이션상에서는 파이프를 물고 있는 정도로만 나온다. 담배 연기는 묘사하지 않고 있다.
- 원작에서는 빅토리카가 평범한 말투이지만, 애니메이션상에서는 주인과 하인이 대화하는 형식의 명령조의 말투로 이야기한다.

### 애니메이션
- (일본어) 텔레비전 공식 사이트
- (일본어) 테레비 도쿄·아니메 텔레비전 GOSICK - 고식 -
- 애니플러스 《GOSICK》 소개 페이지